# Balkrishna Vithaldas Doshi

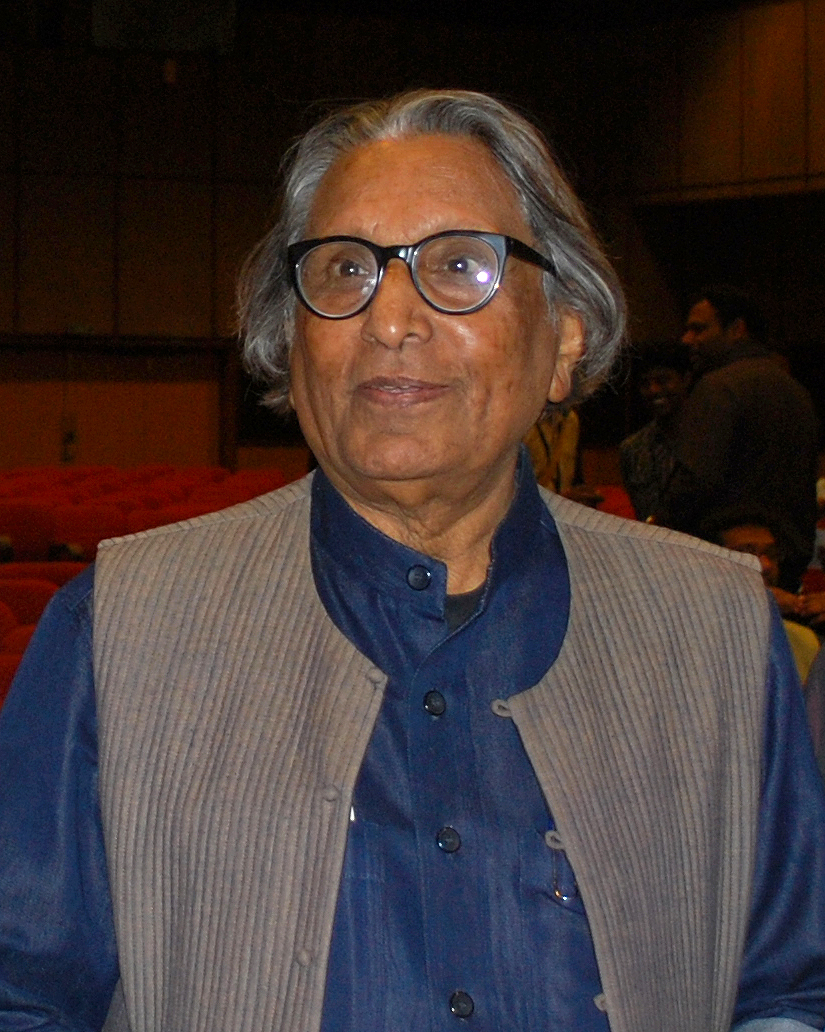
BV Doshi (2013)

Indian Institute of Management in Bangalore von 1963 (2006)

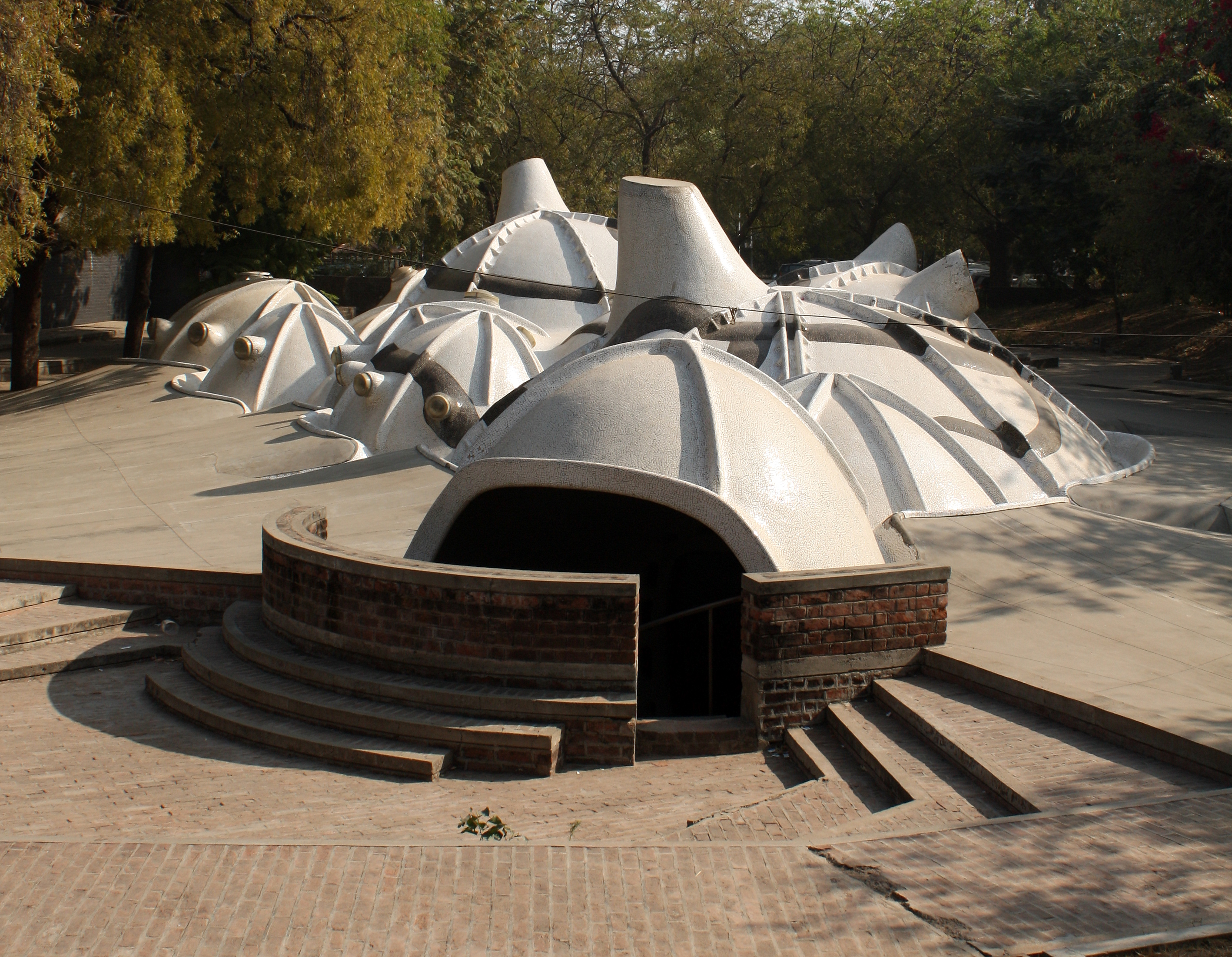
Amdavad ni Gufa, unterirdische Kunstgalerie in Ahmedabad (Foto 2012)

Balkrishna Vithaldas Doshi (* 26. August 1927 in Pune, Maharashtra; † 24. Januar 2023 in Ahmedabad, Gujarat) war ein indischer Architekt. 2018 wurde er als erster indischer Architekt mit dem angesehenen Pritzker-Preis ausgezeichnet.

## Leben
Doshi wurde als Sohn eines Handwerkers geboren. Er studierte von 1947 bis 1950 Architektur an der Sir J. J. School of Art, einer Schule der University of Mumbai. Zusammen mit Kuldip Singh, Raj Rewal, Achyut Kanvinde und Charles Correa war er während der Entkolonialisierungszeit in Indien ein Aktivist der indischen Architekturbewegung. Doshi wurde stark von Le Corbusier beeinflusst, in dessen Büro er Anfang der 1950er Jahre in Europa und von 1954 bis 1957 in Ahmedabad mitarbeitete, wo er die Bauleitungen für vier von Le Corbusier geplante Industriellenvillen übernahm, darunter das Sarabhai House von Vikram Sarabhai in Ahmedabad. Diese übten einen wichtigen Einfluss auf seine ersten unabhängigen Arbeiten aus, mit denen er parallel dazu in seinem eigenen Architekturbüro Vastu-Shilpa begann. Außerdem betreute er Louis I. Kahns Institute of Management; die Wechselbeziehung von europäischen und indischen Bauformen prägte ihn.
Seine ersten Planungen waren eine Wohnsiedlung für Textilarbeiter in Ahmedabad (1957–1960) und 1963 das Indian Institute of Management in Bangalore. Die Gebäude sind zweistöckig aus Natursteinmauerwerk. Das monotone Grau wird strukturiert durch den Lichteinfall, der in den offenen und mit Steingebälk teilweise überdeckten Innenhöfen Schatten wirft. Häufig verwendete Doshi Tonnengewölbe, wie beim Sangah, seinem eigenen Büro und Sitz der Vastu-Shilpa-Stiftung (die Stiftung unternimmt Forschungen im Umweltbereich), fertiggestellt 1981. Die weißen Betonschalen erinnern an die Tonnendächer der frühesten buddhistischen Höhlenklöster oder an Erdhügel. Die Gartenanlage ist harmonisch durch Terrassen, Wasserkanäle und Bäume gestaltet.
Als Stadtplaner gestaltete Doshi von 1984 bis 1986 Vidyadhar Nagar, einen Vorort von Jaipur. Die Stadt wird als architektonisches Beispiel zitiert, da sie als Gesamtanlage im 18. Jahrhundert streng nach den Grundsätzen des Vastu Vidya errichtet worden war. In Doshis Konzept wird der Versuch sichtbar, eine Synthese zwischen dem reformistischen Urbanismus Le Corbusiers und dessen Betonung von Natur und Sonne mit der Tradition von Höfen und engen Straßen zu verbinden. Er übernimmt das von seinem Vorgänger im 18. Jahrhundert angewandte 9-Felder-Diagramm des Vastu Purusha Mandala und reinterpretiert in zeitgemäßer Sprache Dimensionen und soziale Aufteilung bis hin zur Fassadengestaltung. Im Gespräch beklagte er die uniforme Architektur der Moderne und vermisst darin die mythische Welt des Urmenschen. Ein anderer Gebrauch des Vastu Purusha Mandala ist der Entwurf für das Computer Science and Engineering Department 1994 am Indian Institute of Technology in Mumbai, wobei er das Diagramm in diesem Fall eher rituell denn wörtlich einsetzt. Durch die Einbeziehung natürlicher Gegebenheiten als Teil des Konzeptes, etwa durch die Nutzung der Häuser selbst als Schattenspender oder der Ausrichtung entlang des Tagesgangs der Sonne, benötigen die Gebäude z. B. keine Klimaanlage und sind damit auch energetisch nachhaltig.
Im Jahr 1989 plante und baute Doshi in Indore das Aranya Low Cost Housing, eine bezahlbare Wohnanlage auf dem 85 Hektar großem Gelände mit 6500 Wohneinheiten, in der im Jahr 2017 bereits mehr als 80.000 Menschen lebten. Die Wohnungen reichen von einfachen Zimmern bis hin zu großzügig dimensionierten und luxuriös ausgestatteten Räumen. Nach seiner Motivation gefragt, Bauten für Menschen zu errichten, die sich ihrer bemächtigen können, lautet seine Antwort „Wenn du keine Ehrfurcht hast, dann brauchst du gar nicht erst zu bauen“.
Doshi war zudem als Pädagoge und Hochschullehrer bekannt. Er war der erste Gründungsdirektor der School of Architecture, Ahmedabad (1962–72), der erste Gründungsdirektor der School of Planning (1972–79), der erste Gründungsdekan des Centre for Environmental Planning and Technology (1972–81), Gründungsmitglied des Visual Arts Centre, Ahmedabad, und der erste Gründungsdirektor des Kanoria Centre for Arts, Ahmedabad. Er war maßgeblich an der Gründung des landesweit und international bekannten Forschungsinstituts Vastu-Shilpa Foundation for Studies and Research in Environmental Design beteiligt. Das Institut hat Pionierarbeit im Bereich des preisgünstigen Wohnungsbaus und der Stadtplanung geleistet. Sein Wirken gilt als besonders bemerkenswert für seine Pionierarbeit im Wohnungsbau für die Einkommensschwachen. Er ist auch für Entwürfe bekannt, die Konzepte der Nachhaltigkeit auf innovative Weise einbeziehen.
2007 wurde Doshi mit dem Global Award for Sustainable Architecture ausgezeichnet. Im März 2018 wurde er mit dem Pritzker-Preis ausgezeichnet. Die Jury begründete ihre Entscheidung wie folgt: Doshi habe einen „tiefen Verantwortungssinn und das Verlangen, für sein Land und dessen Menschen durch authentische Architektur von höchster Qualität einen Beitrag zu leisten“. 2021 wurde er in die American Academy of Arts and Letters gewählt. 2022 wurde er mit der Royal Gold Medal des Royal Institute of British Architects geehrt.
Doshi lebte ab den 1950er Jahren in Ahmedabad im Bundesstaat Gujarat. Dort starb er am 24. Januar 2023 im Alter von 95 Jahren.

## Werke (Auswahl)
- 1957–62: Lalbhai Dalpatbhai Institute of Indology in Ahmedabad
- 1958–65: Staff Housing and Guest House for the Ahmedabad Textile Industry’s Research Association (ATIRA) in Ahmedabad
- 1959–60: Chinubhai House in Ahmedabad
- 1959–63 Kamala B. Doshi House in Ahmedabad
- 1962–68: School of Architecture, Centre for Environmental Planning and Technology (CEPT) in Ahmedabad
- 1962–74 (als Assistent von Louis I. Kahn): Indian Institute of Management (IIM) in Ahmedabad
- 1963–67: Tagore Memorial Theatre (Tagore Memorial Hall) in Ahmedabad
- 1963–86: Kamala House in Ahmedabad
- 1977–92: Indian Institute of Management (IIM) in Bengaluru
- 1978–80: Balkrishna V. Doshi Studio, Sangath in Ahmedabad
- 1992–95: Amdavad ni Gufa in Ahmedabad